# Anohni and the Johnsons
Anohni and the Johnsons (abans, Antony and the Johnsons) és un grup musical procedent de Nova York liderat per la cantant i pianista Anohni (anteriorment coneguda com a Antony Hegarty), qui també és la compositora de totes les seves cançons. Més que un grup en sentit clàssic, The Johnsons es pot considerar la banda d'acompanyament d'Anohni, qui dona tota la personalitat al projecte.

## Biografia
Anohni va néixer a Chichester, ciutat de la regió de West Sussex en el Regne Unit l'any 1971. De pare enginyer i mare fotògrafa és la segona de quatre germans. El 1977 es va traslladar a Ámsterdam i el 1981 es va establir a San José, Califòrnia. En la seva adolescència va ser una gran seguidora del Synth pop, especialment d'artistes com Boy George i Marc Almond, capdavanter de Soft Cell. El 1990 es va establir definitivament a Nova York per estudiar Teatre experimental a la Universitat de Nova York.

## Carrera musical
La seva carrera musical va començar quan va crear un grup de performance anomenat Black Lips Performance Club que més tard es transformaria en la seva banda d'acompanyament. El grup estava format per Julia Kent (violoncel), Todd Cohen (bateria), Jeff Langston (baix), Joan Wasser (violí, veu i percussió), Maxim Moston (violí) i Rob Moose (guitarra i violí).
La personalitat del grup està unida indiscutiblement a la d'Anohni, la particular veu de la qual ho emparenta amb artistes com Nina Simone o Aaron Neville, dels Neville Brothers. La seva música, en la qual a més de la seva veu destaca l'acompanyament de piano, li acosta a gèneres com el jazz i el soul més intimista.
Així mateix, les seves lletres es caracteritzen per tractar diversos aspectes de la vida transgènere, ja que Anohni es considera com a tal. Algunes de les seves cançons amb aquesta temàtica són My Lady Story o For Today I'm a Boy, en la qual un nen somia amb fer-se major per poder convertir-se en una dona.
El primer treball de la banda, titulat amb el seu propi nom, es va publicar el 1998, després que el component de Current 93 David Tibet, escoltés la seva maqueta i decidís fitxar-los per a la seva companyia discogràfica Durtro. En 2001 van gravar un EP titulat I Fell in Love with a Dead Boy, escoltat per Lou Reed, immediatament va reclutar a Antony per col·laborar en el seu àlbum de 2003 The Raven.
El següent EP del grup, titulat The Lake seria la seva primera referència per al segell Secretly Canadian, i en ell Reed torna a col·laborar amb Anohni en una de les seves cançons.
El seu segon àlbum, editat el 2005 i titulat I Am a Bird Now, es va convertir en un gran èxit de crítica i els va obrir les portes a audiències més àmplies, arribant al número 5 en les llistes britàniques. El disc, a més d'una nova col·laboració amb Lou Reed, també compta amb la de companys generacionals com Rufus Wainwright i Devendra Banhart, i la del seu ídol d'adolescència Boy George, amb el qual interpreta a duo la cançó You Are My Sister. Per aquest àlbum van ser guardonats amb el Mercury Music Prize del mateix any, creant-se una controvèrsia quan Kaiser Chiefs, els seus rivals per a aquest premi, van declarar que Anohni no hauria de considerar-se com a artista britànica, ja que ha passat la major part de la seva vida als Estats Units. A més d'aquest premi, també va estar nominada com a millor cantant masculí en els Brit Awards (lloc que així es denominava en aquells dies) i el seu àlbum va aparèixer en totes les llistes de millors discos en les revistes musicals, destacant la publicació britànica Mullo, que ho va triar disc de l'any.
Les seves cançons li han valgut l'admiració de molts personatges cèlebres, entre els quals es troben, a més dels nombrosos artistes amb els qui ha col·laborat, Dennis Hopper, Kate Bush o Laurie Anderson, qui ha dit d'ella que totes les emocions del planeta es troben en la seva increïble veu.

## Discografia

### Àlbums

#### Àlbums d'estudi
- Antony and the Johnsons (Durtro, 1998; Secretly Canadian 2000, 2004).
- I Am a Bird Now (Secretly Canadian, febrer de 2005).
- The Crying Light (Secretly Canadian-Rough Trade-PopStock!, 2009).
- Swanlights (Secretly Canadian, Octubre de 2010)

#### Àlbums en directe
- Live at St. Olave's (Durtro, maig de 2003)
- Cut the World (Rough Trade Records, agost de 2012)

### EP i singles
- I Fell In Love With A Dead Boy (Durtro, gener de 2001; reissued on Rebis Music, 2006)
- Calling For Vanished Faces/Virgin Mary 7" (Durtro, maig de 2003) (Split single with Current 93; Edició limitada a 500 còpies)
- The Lake (Secretly Canadian, novembre de 2004)
- Hope There's Someone (Secretly Canadian, juny de 2004)
- You Are My Sister (Rough Trade, novembre de 2005)
- Another World (Secretly Canadian, octubre de 2008)
- Epilepsy Is Dancing (Secretly Canadian, gener de 2009)
- Aeon (Secretly Canadian, 2009)
- Crazy in Love (Secretly Canadian, 2009)
- Thank you for you Love (Secretly Canadian, 2010)
- Swanlights (EP) (Secretly Canadian/Rough Trade, 2010)
- Cut the World (live) (Secretly Canadian, 2012)
- Fistful of Love (2013)

### Col·laboracions
- "Tears for Animals", veu amb CocoRosie Tales of a GrassWidow (2013).
- "Who am I to feel so free?", veu amb la banda MEN del seu àlbum debut Talk About Bodi (2010).
- "Ballad of the Sad Young Men", duet amb Marc Almond en el seu àlbum Stardom Road (2007).
- "Knockin' on Heaven's Door" en l'àlbum I'm Not There, banda sonora de la pel·lícula sobre Bob Dylan I'm Not There (2007).
- "Dull Flame of Desire" i "My Juvenile", duets amb Björk en l'àlbum Volta (2007).
- "Toyboat" i "Cambridge 1969/2007", en l'àlbum Yes, I'm A Witch de Yoko Ono.
- "All There Is to Tell" dueto amb Reuben Butchart en el seu àlbum Golden Boy (2007).
- The Snow Abides mini-àlbum de Michael Cashmore, membre de Current 93.
- "Semen Song for James Bidgood" amb Matmos en el seu àlbum The Rose Has Teeth in the Mouth of the Beast (2006).
- "I Defy", en l'àlbum de Joan as Police Woman Real Life (2006).
- "Beautiful Boyz" en l'àlbum de CocoRosie Noah's Ark (2005).
- Live at St. Olaves EP compartit amb Current 93 (2003).
- "Calling for Vanished Faces 1"/"Virgin Mary" senzill compartit amb Current 93, edició limitada a 500 còpies (2003).
- "Candy Says" en l'àlbum de Lou Reed Animal Serenade (2004).
- "Perfect Day" en l'àlbum de Lou Reed The Raven (2003).
- "Old Whore's Diet" en l'àlbum de Rufus Wainwright Want Two.
- "Happy Xmas (War is over)", dueto amb Boy George en l'àlbum benèfic Help!: A Day in the Life promogut per l'organització War Child (2005).
- "Idumea" and "The Beautiful Dancing Dust" en l'àlbum de Current 93 Black Ships Ate the Sky (2006).
- "If It Be Your Will" en el documental Leonard Cohen: I'm Your Man (2006).
- "Lowlands Low" amb Bryan Ferri i "Leave her Johnny" amb Lou Reed en el recopilatori Rogue's Gallery: Pirate Ballads, Sigui Songs, and Chanteys (2006).
- "One More Try" amb My robot friend en l'àlbum Dial Zero (2006).
- "Blind" (single), "Time Will" i "Raise Em Up" en el primer àlbum de Hercules and Love Affair (2008).
- "Del suo veloce volo" amb Franco Battiato, en el disc Fleurs 2 (novembre de 2008).
- "I Was Young When I Left Home" amb Bryce Dressner, en el disc "Dark Was The Night" (2009)
- "O O Baby" amb Marianne Faithfull, en el disc Easy Menja, Easy Go (2009).
- "Forgiveness" amb Elisa Toffoli, en el disc Heart (2009).
- "Atom Dance" amb Björk, en el disc Vulnicura (2015).

## Premis i nominacions
- Guanyadora del Mercury Music Prize al millor àlbum en 2005 per I Am a Bird Now
- Nominada al millor cantant masculí en els Brit Awards de 2006.